# Claude Denis Auguste Valette
Pour les articles homonymes, voir Valette.
Claude Denis Auguste Valette, né à Salins-les-Bains (Jura) le 16 août 1805 et mort à Paris le 10 mai 1878, est un jurisconsulte et homme politique français, professeur de droit de la faculté de Paris.

## Biographie
Claude Denis Auguste Valette a été deux fois député du Jura, de 1848 à 1849 et de 1849 à 1851. Il est élu membre de l'Académie des sciences morales et politiques en 1869.
En 1871 il a été président de la société protectrice des animaux.

## Hommage
Son nom a été donné vers 1880 à une rue de Paris dans le 5e arrondissement, la rue Valette gravissant la Montagne Sainte-Geneviève vers le Panthéon. Un quai porte également son nom à Salins-les-Bains.

## Décorations
- Officier de la Légion d'honneur (1869)[1]

## Sources
- « Claude Denis Auguste Valette », dans Adolphe Robert et Gaston Cougny, Dictionnaire des parlementaires français, Edgar Bourloton, 1889-1891 [détail de l’édition]